# 材

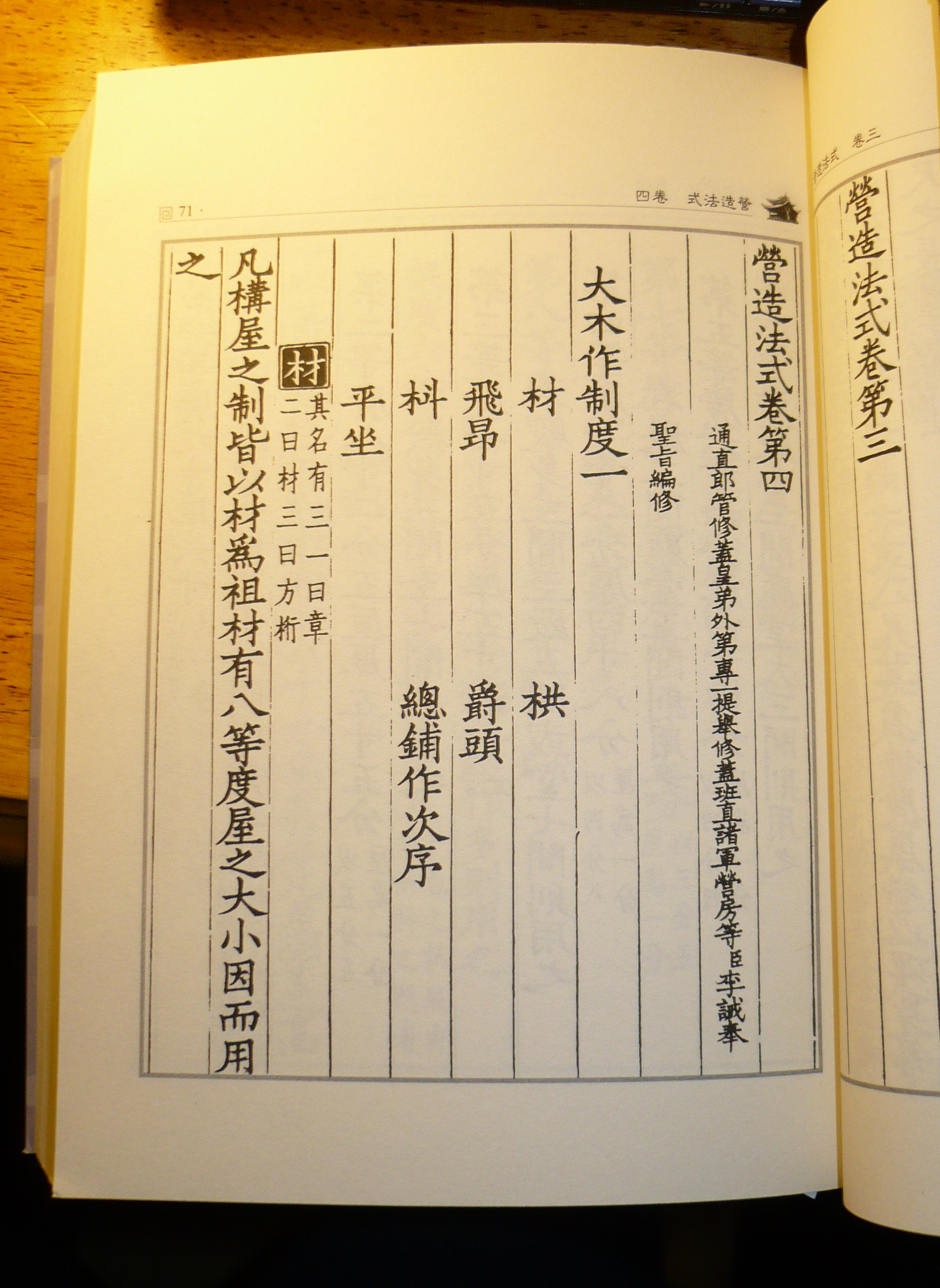
营造法式“凡构屋之制皆以材为祖”

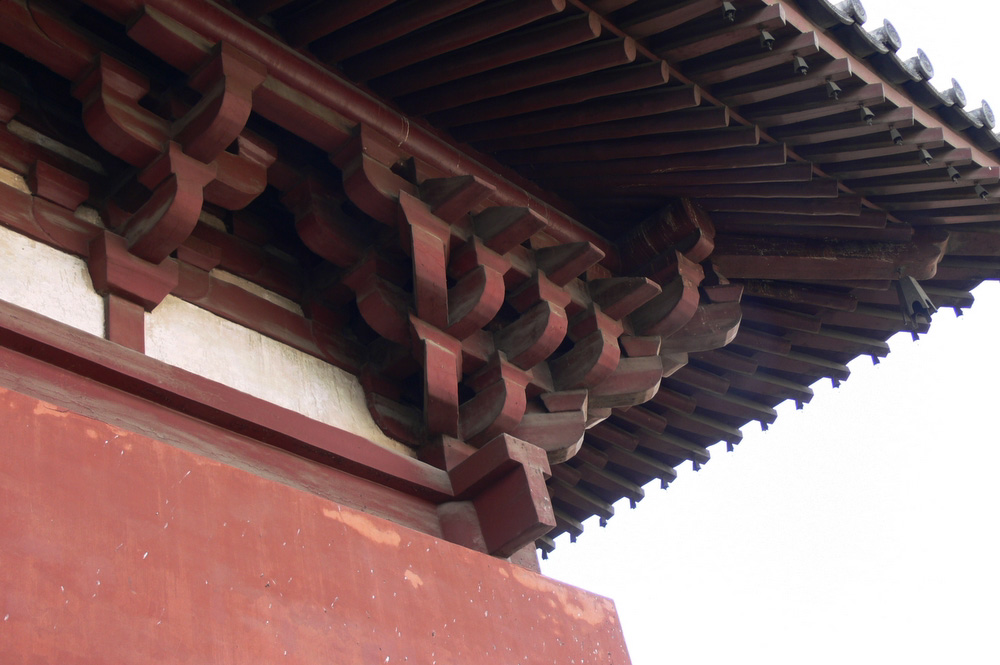
山西大同华严寺薄伽教藏大殿一等材斗拱

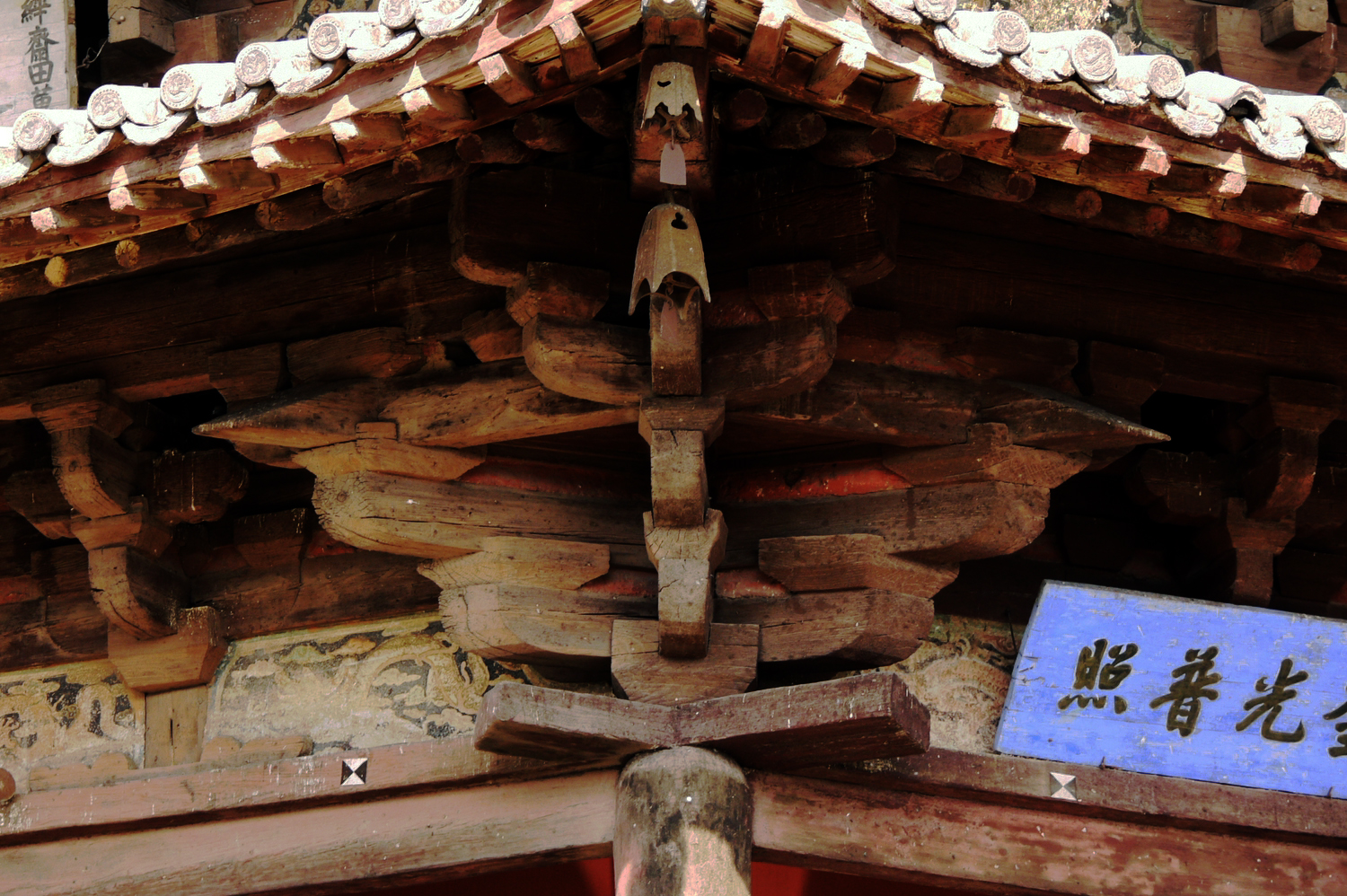
佛宮寺釋迦塔二等材 转角铺作

材是宋代《营造法式》中建筑构件的长度的标准。《营造法式》卷四《大木作制度一》开章明义：“凡构屋之制，皆以材为祖”。宋代官式建筑所用的木材规格，按木材横断面的大小，分为八个等级，一等最高，八等最低。《营造法式》规定，木材的广度和厚度之比一律是3:2。简单说，宋代有八等木材。
《营造法式》规定，以每种规格木材本身的的广度作为长度的度量模数，就叫1材，又将1材的高度均分为15份，1材的宽度分为10份，每份为“1分°”（读如“份”）。1材、1分°的实际尺寸，随不同等级的木材的广度按比例增减。例如一等木材的广度“1材”=9寸=90分，除15=6分≅1分°；而六等木材的“1材”=6寸，六等木材的1分°就按比例缩小成为4分了。
“材”是宋代木材长度度量的基础（“以材为祖”），分°就是从材派生出来的。重要的木构件（如斗拱、樑、柱等）的长、宽、厚，必须用“材、分°”标明，不得用“寸、分”标明。用“材、分°”模数制标明的建筑构件，灵活性大，一套图样可用于一等材构件，也可以按比例缩小，用于二至八等材构件，只需一套“材、分°”模数；如果用“寸、分”来表示，从一等材构件到八等材构件，就须要八套尺寸了。宋代建筑，已经发展得十分复杂，以一座四等三开间的殿堂为例，斗拱、昂、梁柱、枋额等等，共有二千多构件，而且环环相扣，需要大量的构件图样；好在这套构件图样的“材分°”模数，可以套用用于一等材料建筑的十一开大殿，二等材建造的第二等建筑，以至用在第八等的小亭子，无需八套不同的数字了。
宋代官式建筑用木材的八等规格和相应的材、分°，列表如下：
| 木材等级 | 广度（寸）=1材 | 厚度（寸） | 每分°=分 | 建筑类别                 |
| -------- | -------------- | ---------- | -------- | ------------------------ |
| 一等     | 9              | 6          | 6        | 九至十一开间的大殿       |
| 二等     | 8.25           | 5.5        | 5.5      | 五至七开间的殿堂         |
| 三等     | 7.5            | 5          | 5        | 三至五开间殿、七开间堂   |
| 四等     | 7.2            | 4.8        | 4.8      | 三开间的殿、五开间的厅堂 |
| 五等     | 6.6            | 4.4        | 4.4      | 小三开间殿、大三开间厅堂 |
| 六等     | 6              | 4          | 4        | 亭榭、小厅堂             |
| 七等     | 5.25           | 3.5        | 3.5      | 亭榭、小殿               |
| 八等     | 4.5            | 3          | 3        | 小亭榭、藻井             |

材、分°模数制多用于大木作中复杂而又环环相扣的部件，如斗拱、樑、柱等：
- 《营造法式》规定：栌斗皆是三十二分°，若在角柱上，则是三十六分°[5]。一等角柱栌斗长度=36*6分=21.6寸，二等角柱栌斗长度=36*5.5寸=19.8寸；余类推。
- 《营造法式》规定：“华栱于底面开口，深五分°，广二十分°”[6]
- 《营造法式》规定：“瓜子栱长六十二分°”[7]。一等瓜子拱长度合62*6分=37.2寸，二等瓜子拱长度=62*5.5分=34.1寸；余类推。
- 《营造法式》规定：“大角梁﹐廣二十八分°”[8]。

其他单纯的木构件，仍用尺、寸标明，而不用材、栔、分°模数制，如“日月版长四寸，广一寸二分”。
“材分°”模数制并非始于宋代，梁思成考察唐代、辽代建筑遗物，发现其斗拱的广度、宽度和广宽比，和《营造法式》中的木材规格十分接近，认为在唐代已经“以材为祖”了。

## 栔
《营造法式》中还使用一种附加度量：“栔”
“栔广六分°，厚四分°”
有些木制部件，一材的广度还不够，还要多加一栔；一材一栔叫做“足材”，例如华栱就是一种足材栱（广21分°）。
- 《营造法式》规定：殿柱的直径定为两材两栔至三材[13]。一等的两材两栔殿柱直径=2x9寸+2x6分=19.2寸，二等两材两栔殿柱直径=2x8.25+2x5.5=17.6寸；余类推。

## 实物
- 一等材实物:

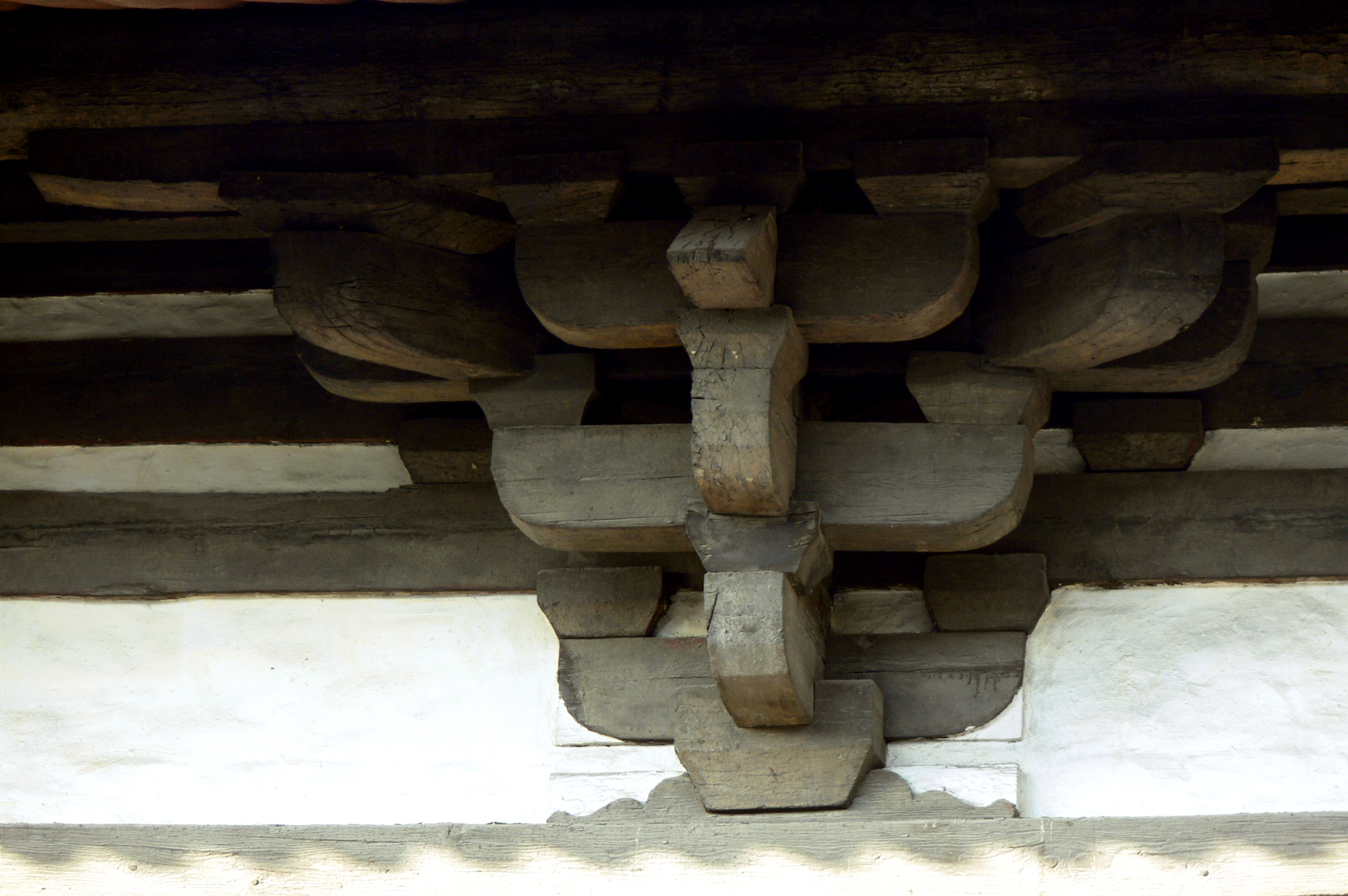
山西大同善化寺二等材斗拱

- 山西大同辽代华严寺大雄宝殿。其斗栱硕大雄厚，梁思成实测广度30厘米，厚度20厘米，广厚比=3:2，和《营造法式》中的木材断面广厚比一致；广度折合9.45寸，略大于《营造法式》规定的一等材
- 山西五台山辽代佛光寺东大殿。
- 辽宁义县奉国寺大殿。

- 二等材实物:

- 山西大同善化寺大雄宝殿，材广26公分，厚17公分折合营造尺8.2x 5.4寸，相当《营造法式》二等材 。
- 山西应县木塔，最大的材广26公分，厚17公分，折合营造尺8.2x 5.4寸 。

## 材分制的消亡

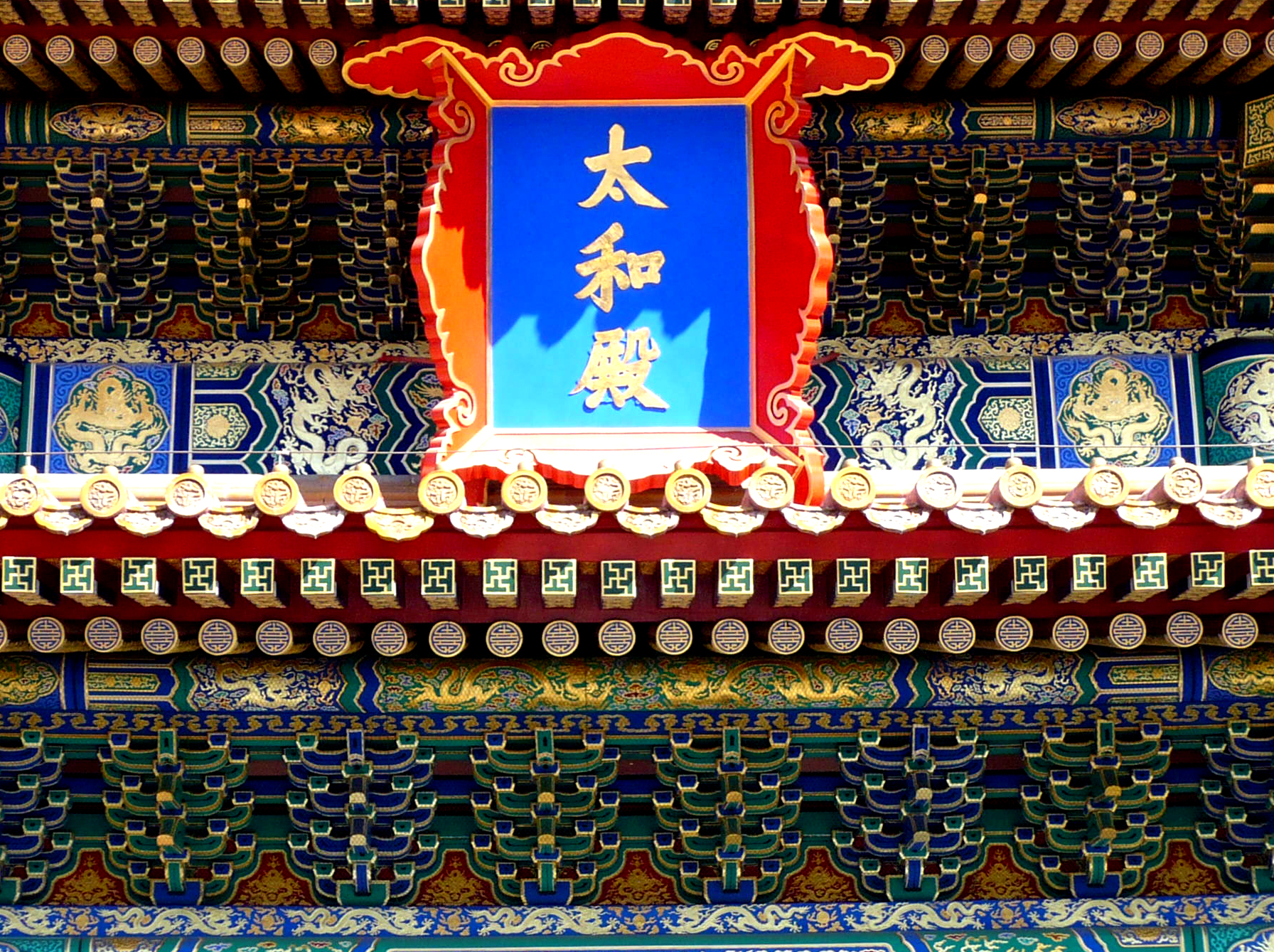
太和殿斗拱

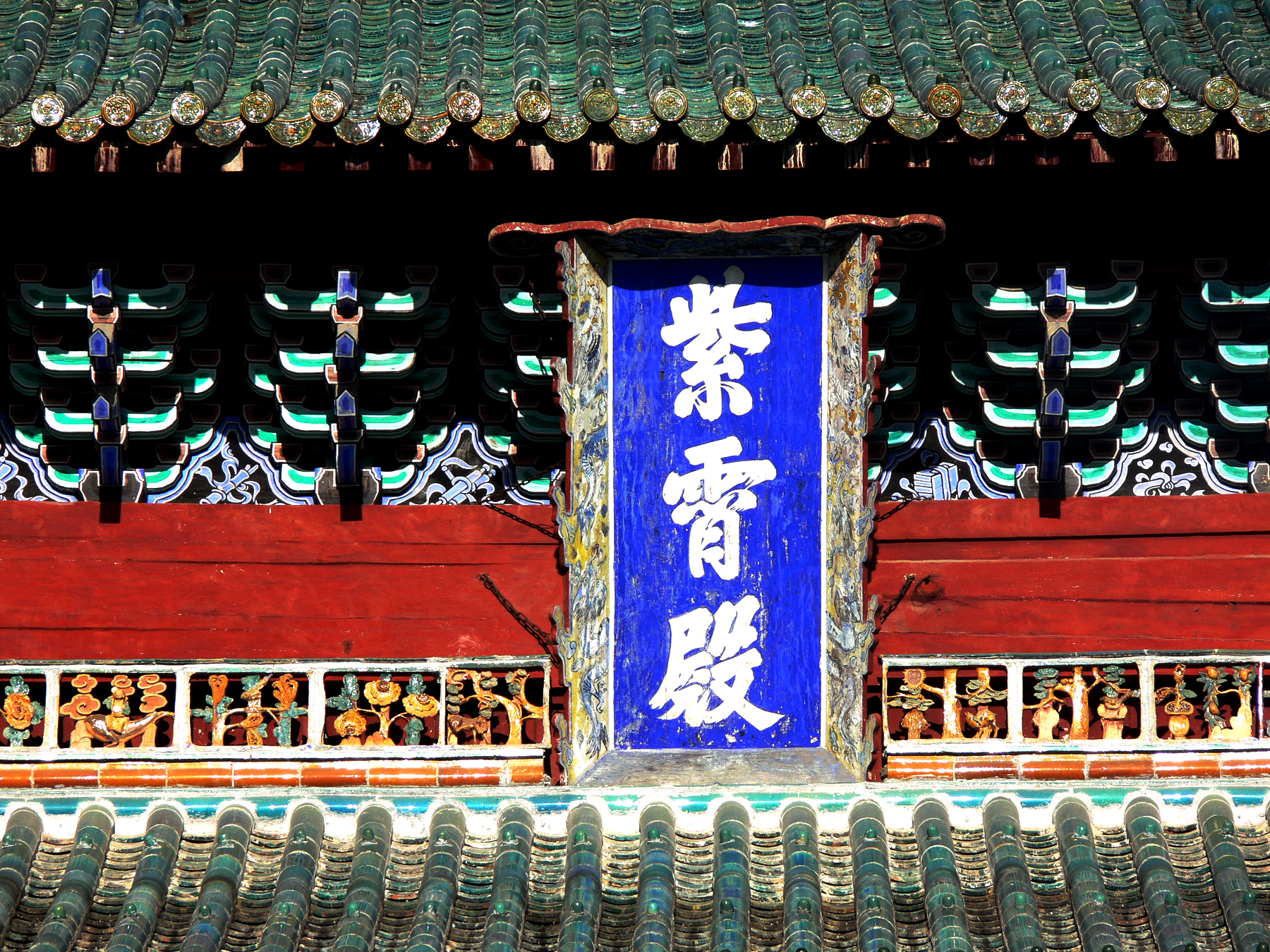
紫霄殿的斗栱

从明代开始，斗拱越作越小，用材的等级比宋代下降了4到5级，明初重要的十一开间的太和殿，经测量斗口厚度仅有4寸，相当《营造法式》规定的用于小亭榭的八等材；湖北武当山紫霄宫的斗口测得2.5寸。清代建筑，缩水更多，故宫中和殿斗口，仅得2.5寸，只合宋代“等外材”；木材截面的广厚比也由3:2趋向于1:1；其原因是楠木短缺，难得截面大的木材。
由于清代官用木材的宽、厚以及宽厚比都偏离宋代规格太远，《清工部工程做法则例》、《清式營造則例》等官方文件已不用“材分°”模数制，另创斗口模数制了。